# Formaciones rocosas de Man-Pupu-Nior

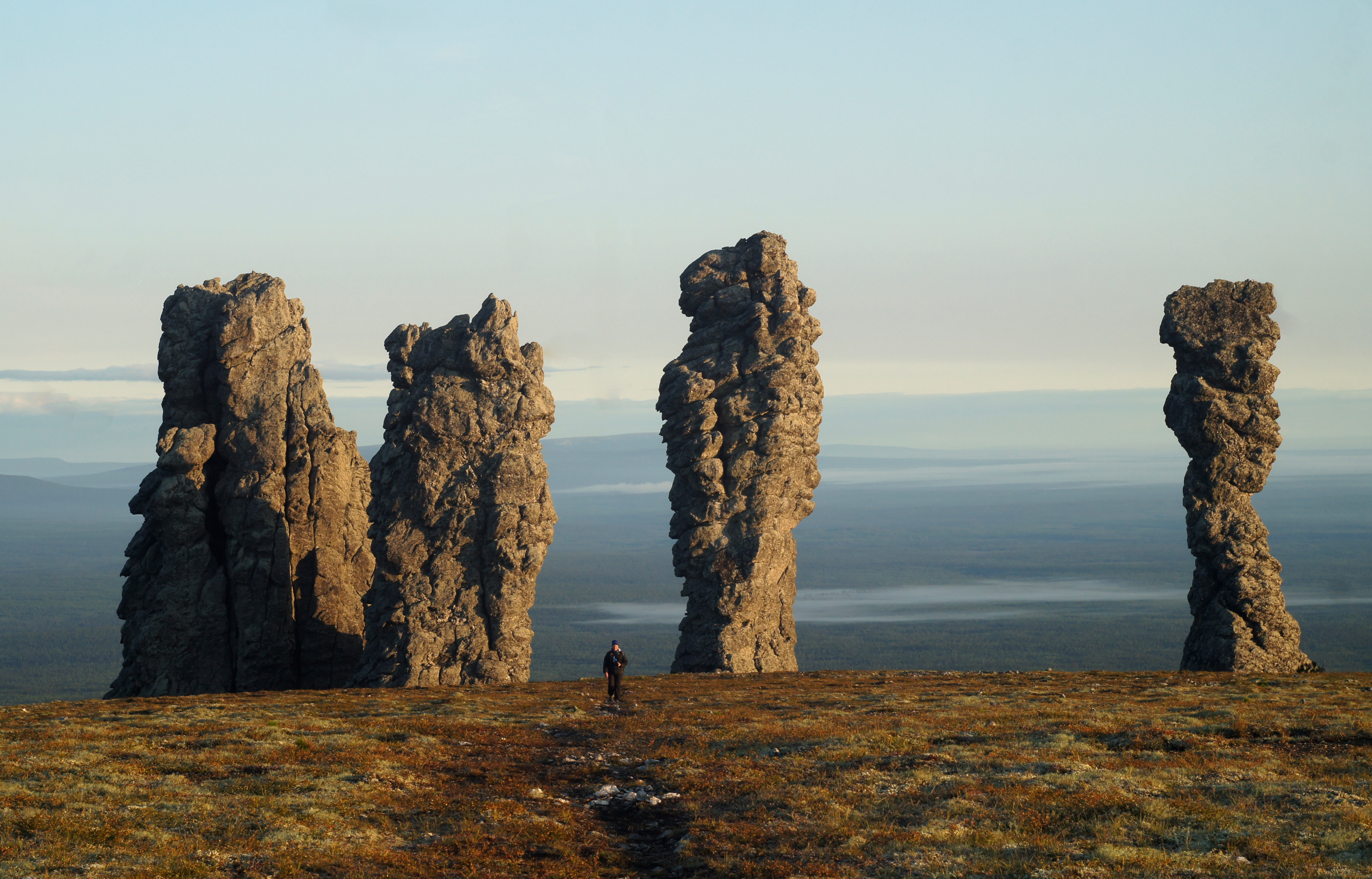
Vista de las formaciones rocosas

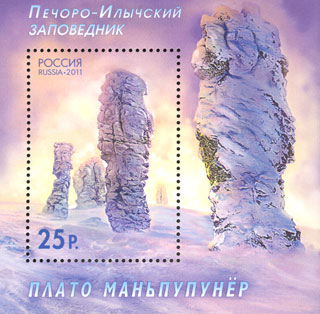
Sello ruso n ° 1497 de 25 rublos emitido el 29 de julio de 1991 representando a Man-Pupu-Nior

Las formaciones rocosas de Manpupunior (Manpupunyor) (Мань-Пупу-нёр; Man-Pupu-Nyor), también conocidas como las Formaciones rocosas de los Siete Hombres Fuertes o Los Pilares de la Intemperie, son un conjunto de siete gigantescos pilares de piedra con formas anormales ubicado al oeste de las montes Urales, en el distrito Troitsko-Pechorsky de la República de Komi. Están localizadas en el territorio protegido de la reserva natural Pechora-Ilich, en la montaña Man-Pupu-Nyor (en el idioma mansi, «una pequeña montaña de ídolos»), en el interfluvio de los ríos Ilych y Pechora. La reserva se estableció en 1930 como santuario de la marta cibelina y desde 1994 es parte de los Bosques vírgenes de Komi, patrimonio de la Humanidad. El segundo nombre de la formación rocosa es el de Bolvano-Iz, que proviene del idioma komi, «montaña de ídolos». De ahí el nombre simplificado popular de la formación en ruso: Bolvany (que también podría traducirse como 'las cabezas de bloques'). El número total de formaciones es de siete y su altura varía entre 30 y 42 metros. Hay numerosas leyendas asociadas con Manpupuner. Anteriormente, las formaciones eran consideradas sagradas por el pueblo local mansi. 
Hace unos 200 millones de años en la ubicación de los pilares de piedra había altas montañas. La lluvia, la nieve, el viento, las heladas y el calor erosionaron gradualmente las montañas. Las rocas blandas fueron destruidas por la intemperie y llevadas por el agua y el viento a las depresiones. Los esquistos sólidos de cuarcita-sericita, de los cuales se componen los restos, se erosionaron menos y aún sobreviven hoy.
Un pilar, de 34 metros de alto y que se asemeja a una gran botella invertida, destaca un poco de los demás. Los otros seis se alinean al borde del acantilado. Los pilares tienen un perfil extraño y, dependiendo del punto desde el que se vean, parecen la figura de un hombre enorme o la cabeza de un caballo o de un carnero. En el pasado, los mansi deificaban estas grandiosas estatuas de piedra, las adoraban, pero escalar las Manpupuner era el mayor de los pecados.
Consideradas en la lista elaborada por votación popular en 2008 como uno de los finalistas de las Siete maravillas de Rusia, las formaciones rocosas Manpupuner son una atracción popular en Rusia, aunque no son bien conocidas internacionalmente y están relativamente sin explotar por el turismo.

## Leyenda del chamán y los seis gigantes

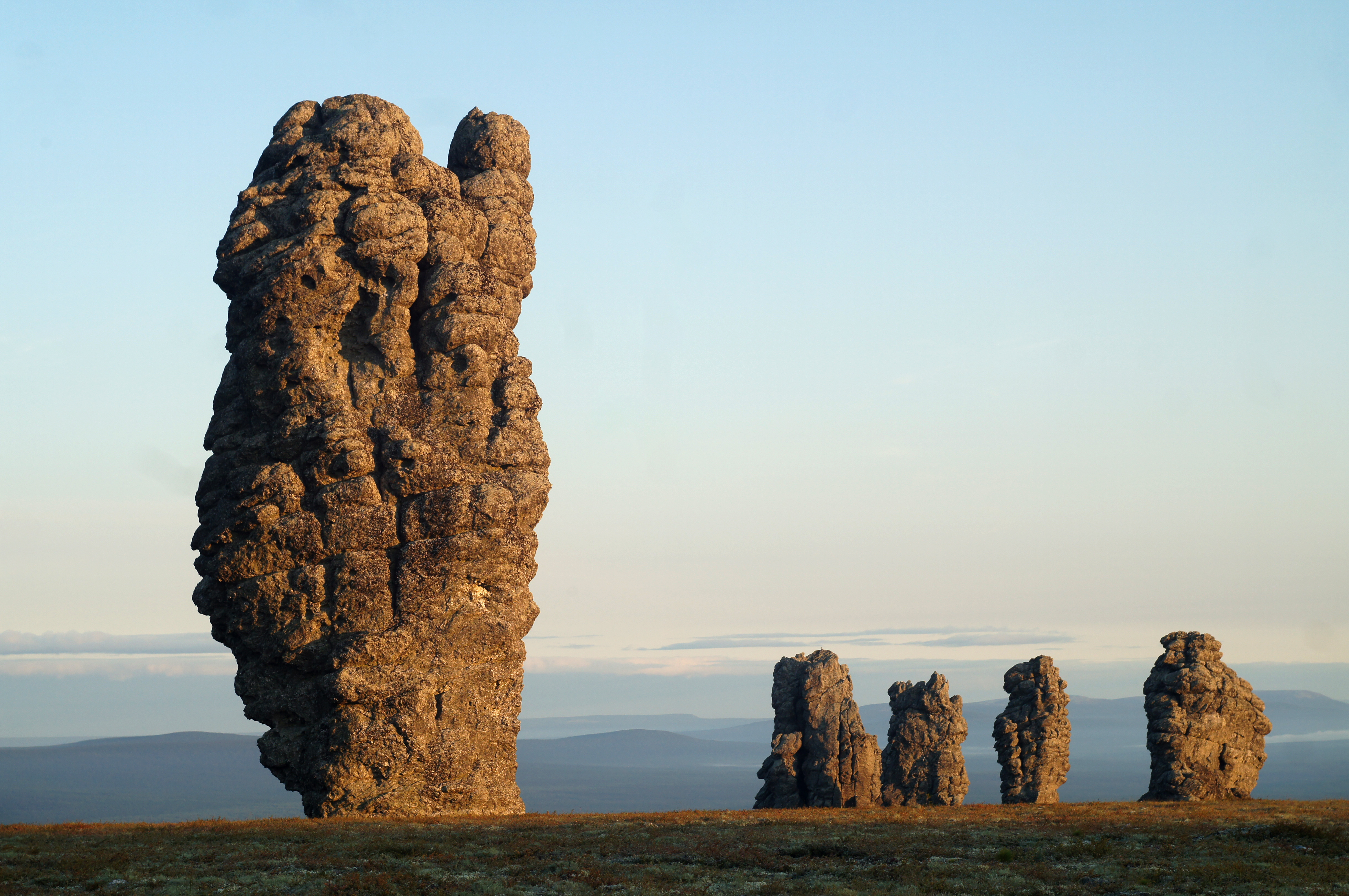
El chamán, en primer término, y los gigantes, detrás

El acceso al lugar estaba antiguamente prohibido a todos, excepto a los chamanes de la tribu de los mansí. Según la leyenda, uno de ellos habría hechizado a seis gigantes malvados que intentaron cruzar la montaña, convirtiéndolos en piedra. Desafortunadamente, un contragolpe del destino hizo que el chamán mismo se transformara también en una víctima, convirtiéndose en piedra; se dice que esta circunstancia explica la disposición de la formación, donde se agrupan seis bloques rocosos, mientras que otro se encuentra a cierta distancia.

## Turismo
Debido a la creciente popularidad, la meseta Manpupuner es visitada por más turistas cada año. Por el momento hay cuatro rutas para visitar la meseta:
- ruta desde la república de Komi, a través de los cordones de la reserva;
- ruta a pie desde la región de Sverdlovsk con una visita al paso de Dyatlov, la montaña de Gora Otorten y la fuente del río Pechora; la ruta está abierta;
- excursiones en helicóptero, ya que hay construida una plataforma de helicópteros en la meseta y son posibles vuelos en verano e invierno;
- ruta de esquí desde los tres ríos en el lado este.

Hasta 2004, se permitía una ruta en coche desde la región de Sverdlovsk, con una visita al paso de Dyatlov, la montaña de Gora Otorten y la fuente del río Pechora. Fue oficialmente prohibida por el establecimiento de dos áreas protegidas a lo largo de las cuales se encuentra la ruta: la reserva natural Pechora-Ilich y la Reserva Ivdelsky. Desafortunadamente, la popularidad no jugó un buen papel para la ecología de la región. Cada año, multitudes de turistas y campistas dejan montones de basura y destruyen el ecosistema de esta región. La pista de su transporte ya se extiende a lo largo de la misma meseta. El artículo 8.39 del Código de Infracciones Administrativas de la Federación Rusa considera que la estancia es ilegal en el territorio de la reserva. Todas las campañas deben coordinarse con la administración de la reserva.

## Fauna
En las cercanías de la meseta viven las siguientes especies:
- lagartija vivípara
- tirador siberiano
- ardilla
- marta del bosque
- marta cibelina
- nutria
- armiño
- visón americano
- oso pardo
- glotón
- zorro

## Galería de imágenes

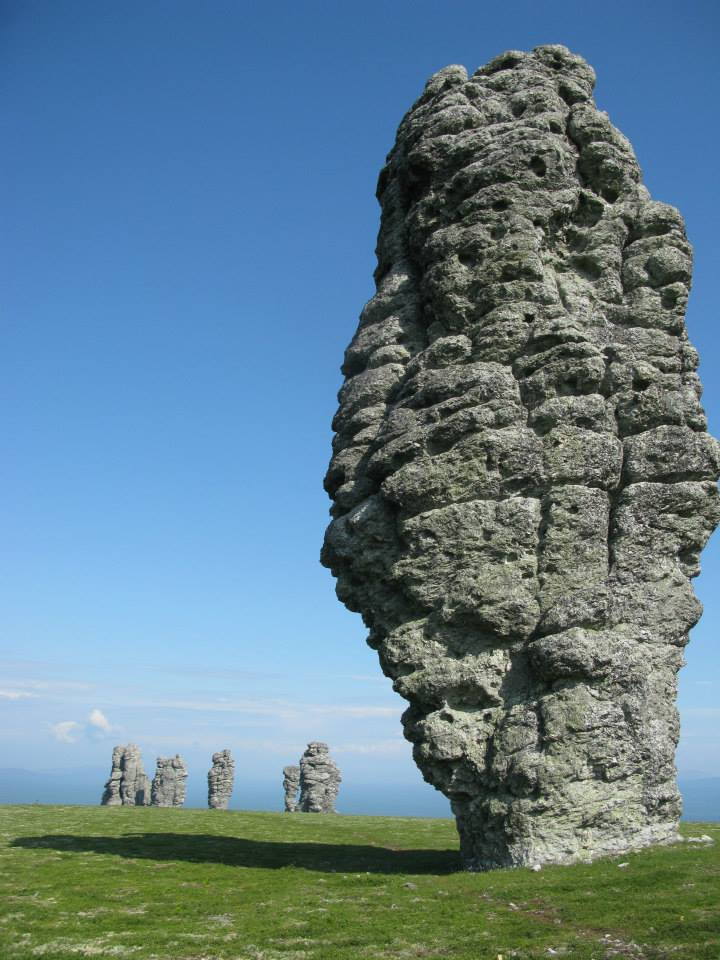
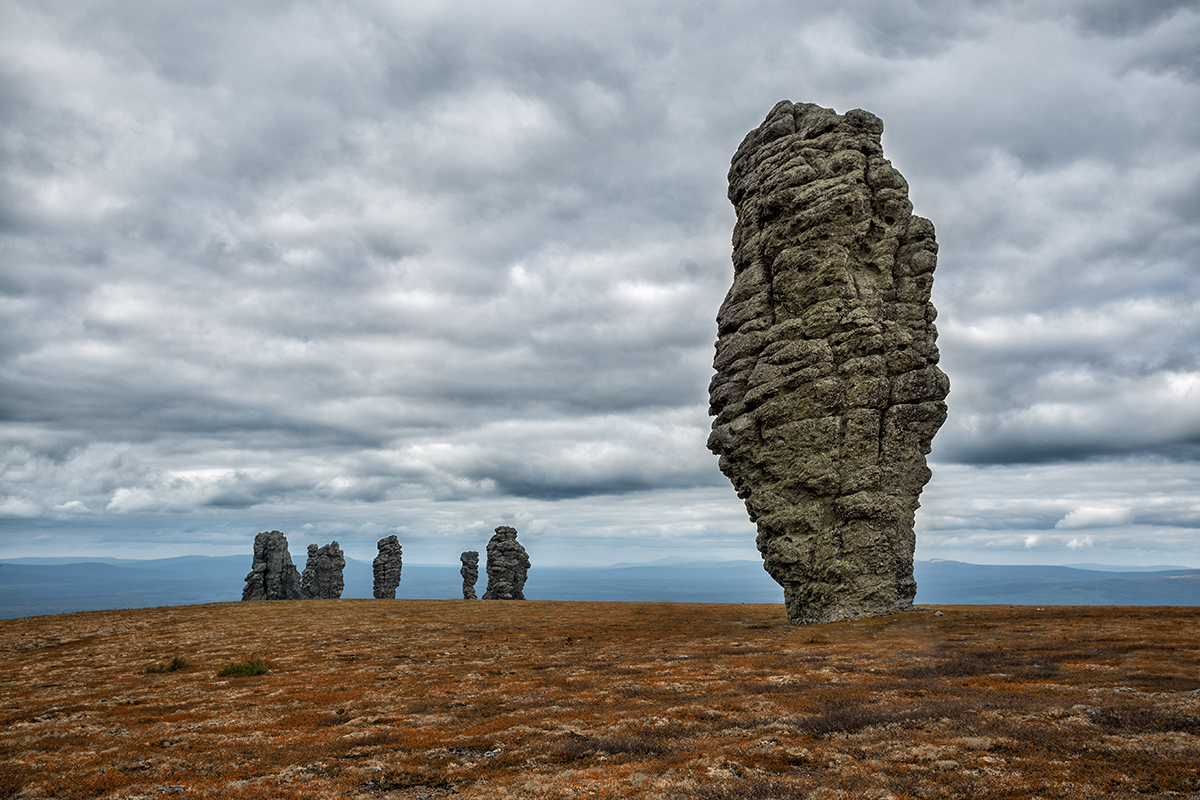
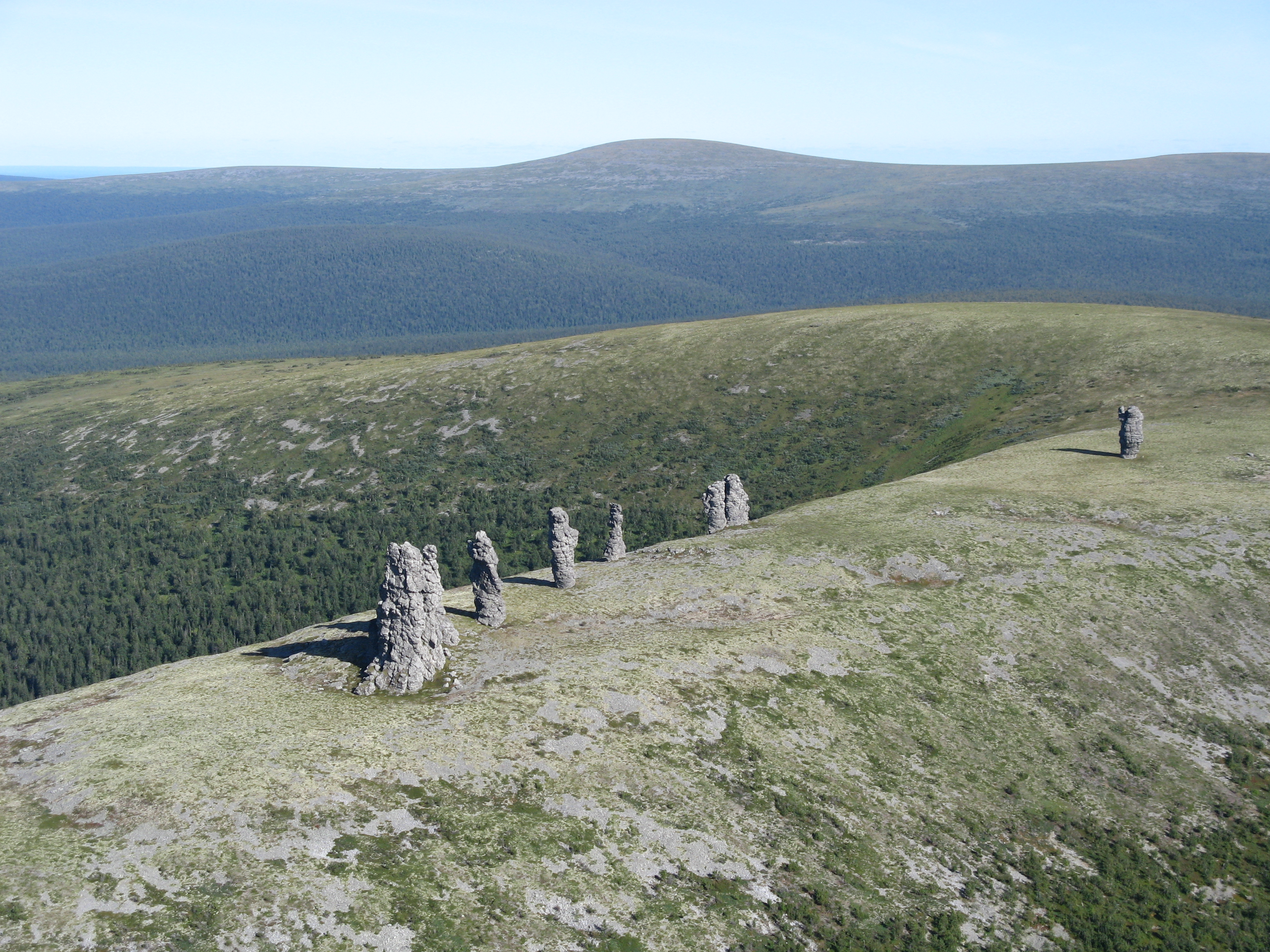
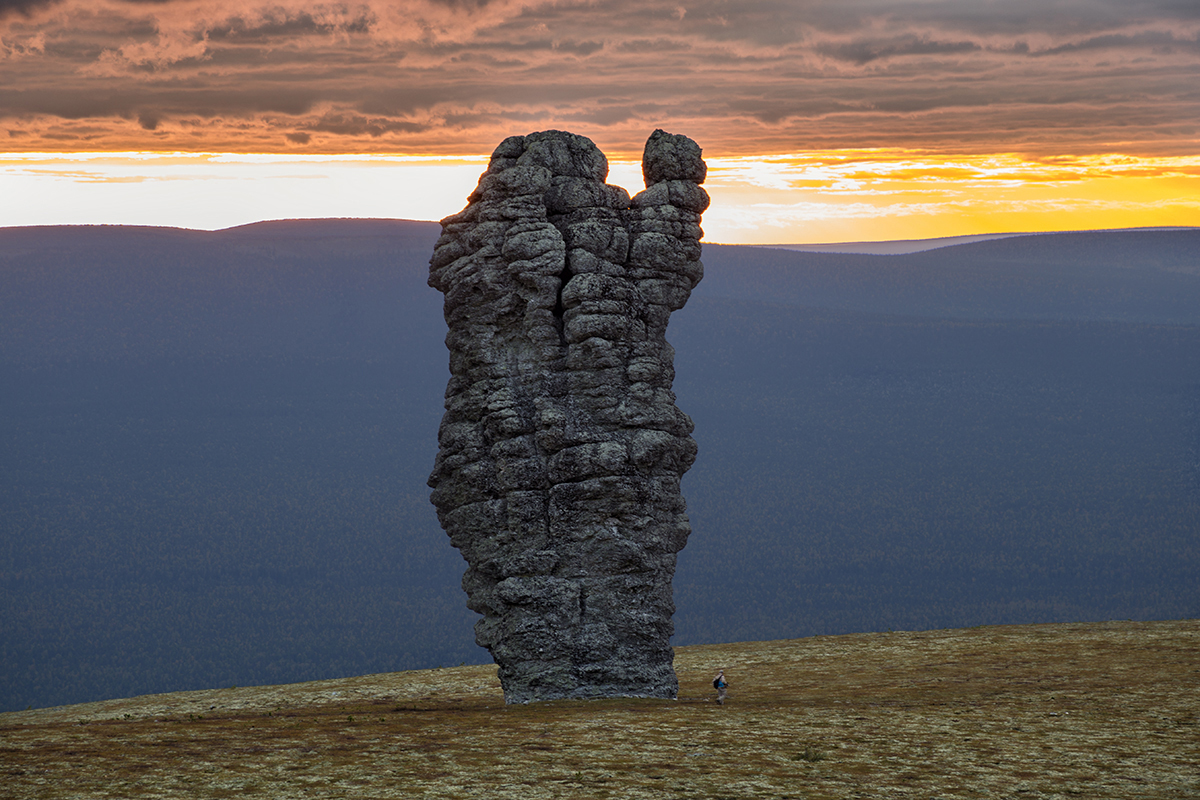
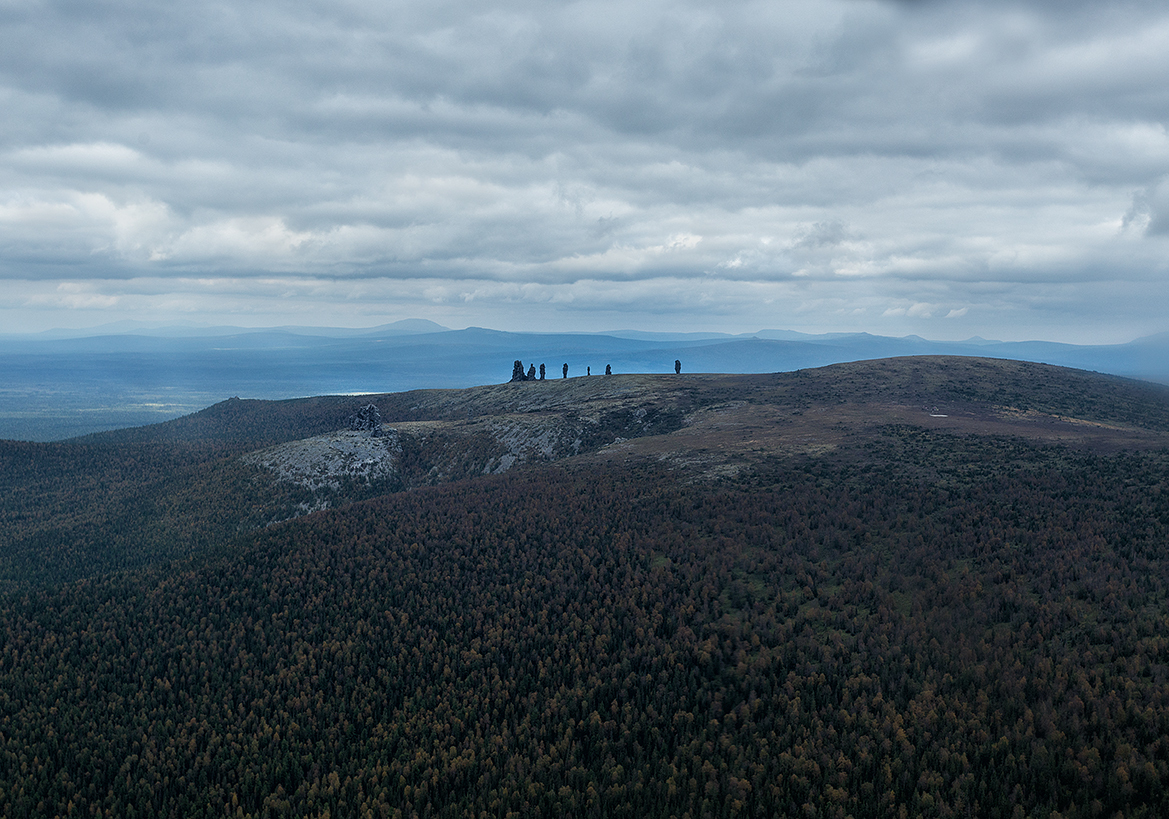